# Île de Chiloé
Pour les articles homonymes, voir Chiloé.
L'île de Chiloé (Txillwe soit « lamas » en mapudungun, en espagnol : Isla de Chiloé) est une île côtière  chilienne de l'océan Pacifique, aussi connue sous le nom de Grande île de Chiloé (Isla Grande de Chiloé) ou simplement Grande Chiloé. Elle est située dans le centre du Chili, dans la région des Lacs. Elle se situe au sud-ouest de Puerto Montt, la capitale de cette région.
Cette île est connue pour ses maisons multicolores (souvent sur pilotis, les palafitos), mais surtout pour ses nombreuses et caractéristiques églises en bois, dont seize sont classées par l'UNESCO au patrimoine de l'Humanité. Les églises et chapelles sont les témoins d'un christianisme implanté par les jésuites au XVIIIe siècle. C'est également un important lieu de pêche, et on y construit encore des bateaux en bois pour la pêche et le transport. L'élevage de saumons et autres poissons s'y développe de plus en plus.
Chiloé est l'île principale de l'archipel de Chiloé qui comprend aussi de nombreux îlots dont seuls quelques-uns sont habités.

## Géographie

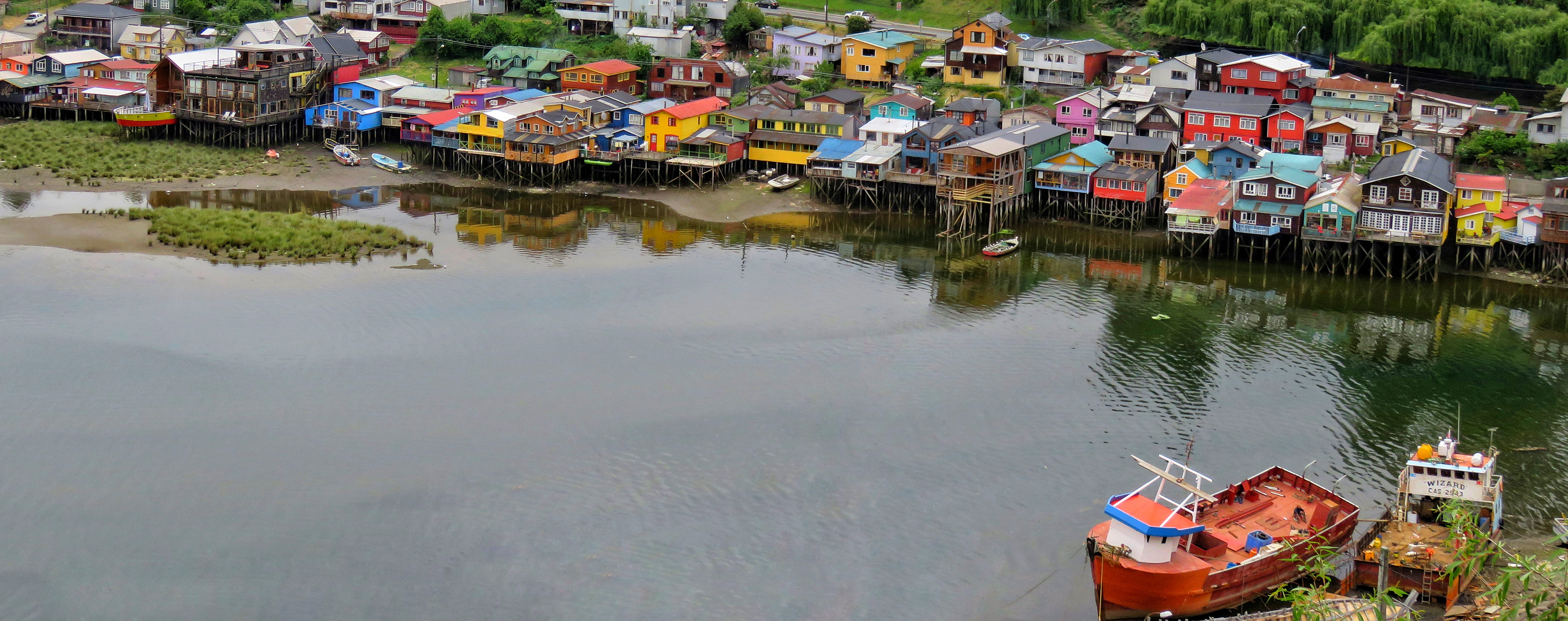
Maisons sur pilotis (« palafittes ») à Castro.

La superficie de l'île de Chiloé est la seconde du Chili (et la cinquième d'Amérique du Sud), après la grande île de la Terre de Feu. Elle est séparée du continent par le canal de Chacao au nord et par le golfe d'Ancud et le golfe de Corcovado à l'est. Au sud, se trouve l'archipel de Chonos. Seulement 2,3 km séparent l'île de la terre ferme dans la partie la plus étroite du canal de Chacao. Puerto Montt se trouve à 60 km au nord-est de l'île. Celle-ci mesure 184 km de long du nord au sud et 69 km dans sa plus grande largeur. La dimension est-ouest se réduit cependant à 28 km au centre de l'île. La capitale est Castro, sur la partie orientale de l'île, mais la ville la plus peuplée est Ancud, dans la région nord-ouest de l'île ; chacune de ces deux villes a environ 40 000 habitants. Il existe aussi plusieurs petits ports de pêche sur la côte orientale, comme Quellón, Dalcahue et Chonchi. La population totale est d'environ 155 000 habitants.
La province de Chiloé comprend tout l'archipel de Chiloé sauf les îles du Grupo Desertores (en) et l'île Guafo.
Chiloé et l'archipel Chonos sont une extension méridionale de la chaîne côtière du Chili, qui court du nord au sud, parallèlement à la côte Pacifique et à la cordillère des Andes. Les golfes d'Ancud et de Corcovado constituent eux l'extension méridionale de la vallée centrale chilienne qui s'étend entre les montagnes côtières et la cordillère des Andes. La côte Est est très dentelée avec plusieurs ports naturels et de nombreuses petites îles.

## Histoire
Les premières traces de passage de populations humaines sur l'île remontent à 5 000 ans.
Chiloé fut occupée par le navigateur néerlandais Hendrik Brouwer en 1643. Brouwer signa un pacte avec les amérindiens autochtones Mapuches, mais meurt le 7 août 1643 et l'île intègre la Vice-royauté du Pérou.
L'archipel de Chiloé fut le dernier bastion de l'autorité coloniale espagnole pendant la guerre d'indépendance du Chili. Le 14 janvier 1826, la bataille de Bellavista obligea les Espagnols à se retirer vers Castro.

## Climat
Chiloé a un climat de type océanique, humide et frais avec peu de différence entre été et hiver. Il existe une séparation entre la partie occidentale de l'île, côté Pacifique, qui est pluvieuse et abrite la forêt valdivienne, l'une des rares forêts pluviales, et la partie orientale de l'île, protégée des pluies par la chaîne de montagnes centrale, avec un climat plus chaud et plus sec.
| Mois                     | jan. | fév. | mars | avril | mai | juin | jui. | août | sep. | oct. | nov. | déc. | année |
| ------------------------ | ---- | ---- | ---- | ----- | --- | ---- | ---- | ---- | ---- | ---- | ---- | ---- | ----- |
| Température moyenne (°C) | 14,3 | 13,9 | 12,6 | 10,4  | 8,8 | 7    | 6,7  | 6,9  | 8    | 9,6  | 11,4 | 13,2 | 10,2  |
| Précipitations (mm)      | 74   | 69   | 89   | 138   | 271 | 278  | 286  | 228  | 145  | 121  | 95   | 87   | 1 881 |

## Faune et flore
Chiloé abrite l'une des plus grandes réserves de sphaigne au monde, appelée d'ailleurs Sphaigne du Chili. Cette sphaigne, l'une des rares à être exploitées commercialement, est utilisée pour la culture des orchidées et des plantes carnivores, mais aussi pour la réalisation de murs végétaux.
L'île abrite également le très rare renard de Darwin.

## Culture

### Mythologie de Île de Chiloé
L'archipel de Chiloé a développé sa propre mythologie. Parmi les divinités du panthéon chilote, citons :
- Caleuche
- Pincoya
- Trauco

### Célébrités chilotes
- L'écrivain et journaliste Francisco Coloane (19 juillet 1910 / 5 août 2002) est natif de Quemchi, petit port du nord-est de Chiloé.

### Dans les œuvres de fiction
- Dans son roman Los Cuadernos de Maya en français : « Le Cahier de Maya », l'écrivain Isabel Allende situe une partie du récit dans l'archipel de Chiloé.
- Dans son roman Le Neveu d'Amérique, Luis Sepúlveda situe une partie de son voyage sur l'île de Chiloé, à la recherche de Sundance Kid et de Butch Cassidy.
- L'île de Chiloé est mentionnée dans le récit de voyage En Patagonie de Bruce Chatwin.

## Galerie

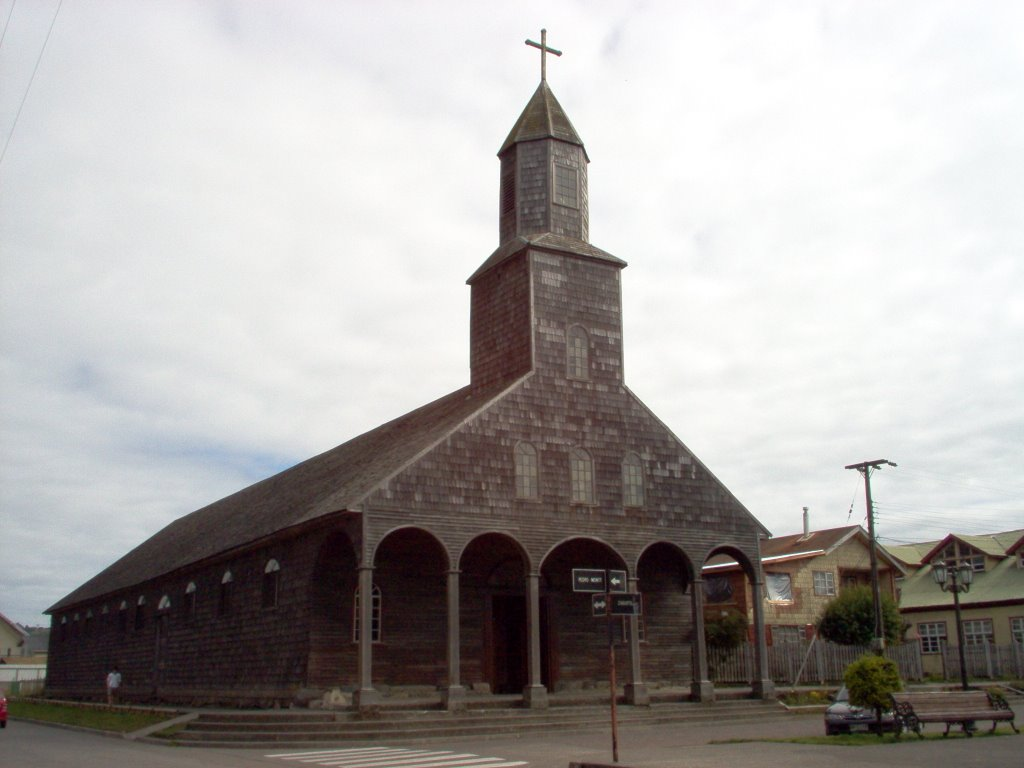
L'église en bois d'Achao, classée par l'Unesco.
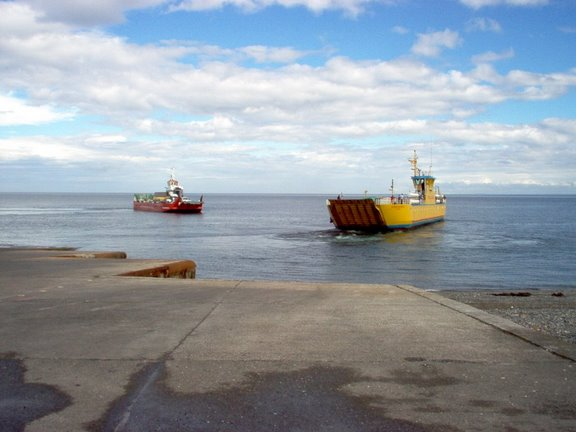
Ferry faisant la navette entre l'île et le continent.
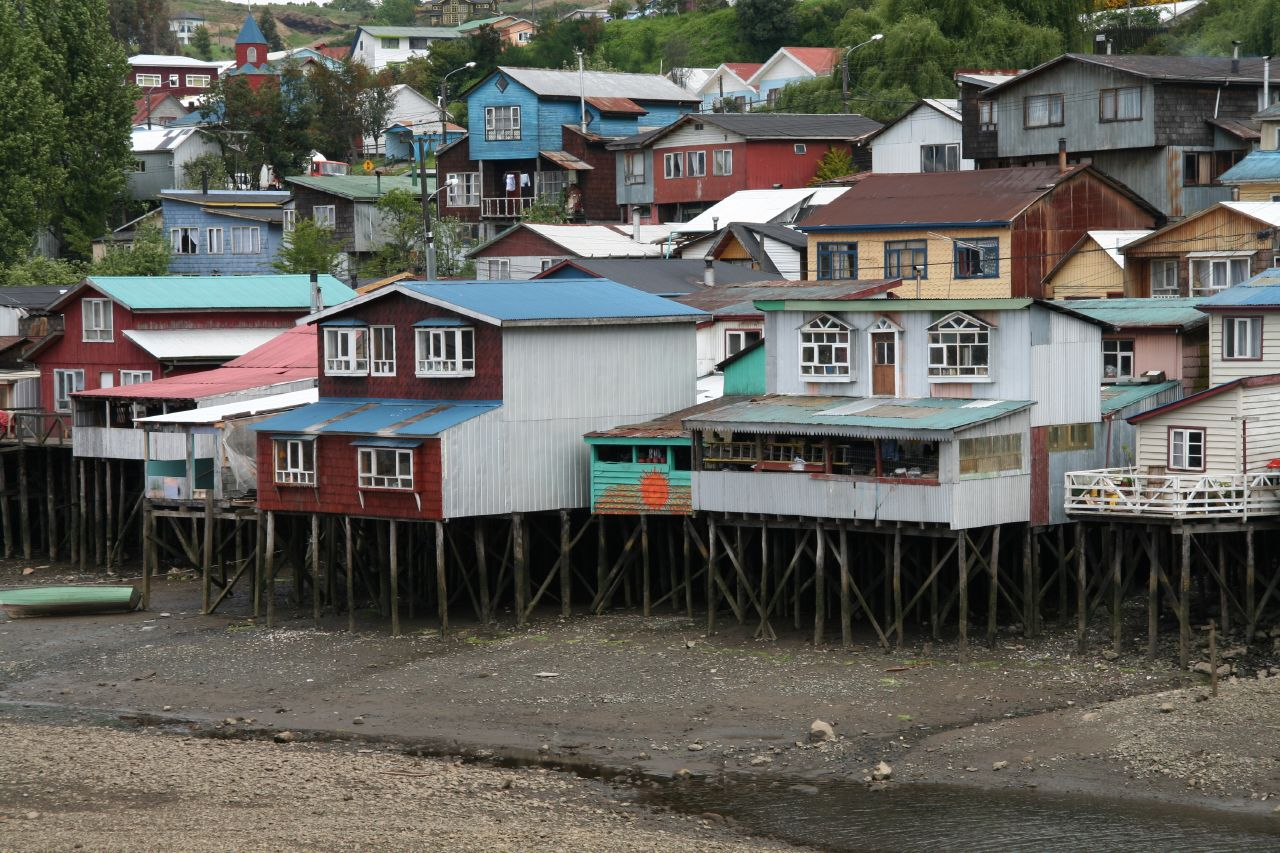
Palafitos à Castro.
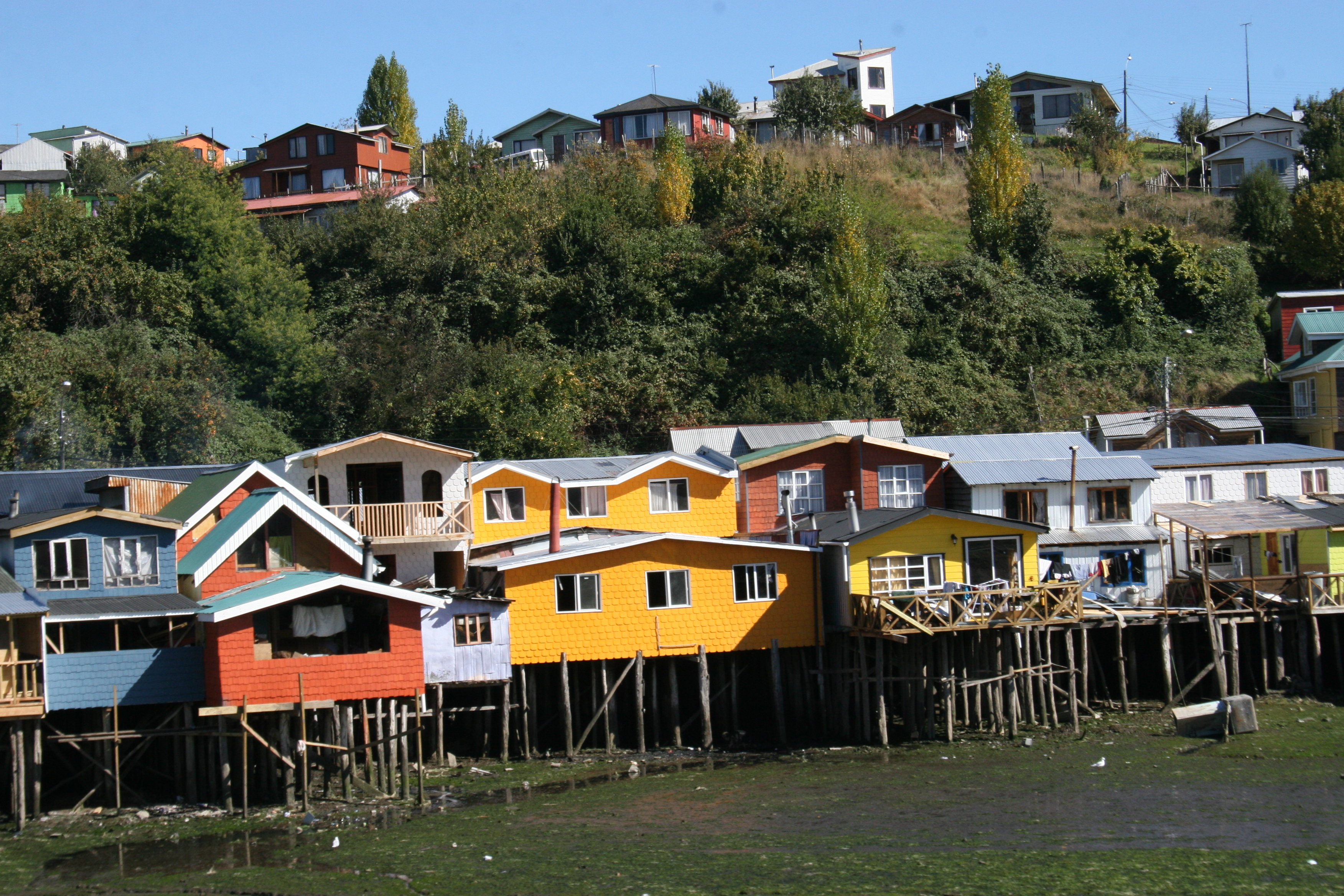
Palafitos typiques de Chiloé
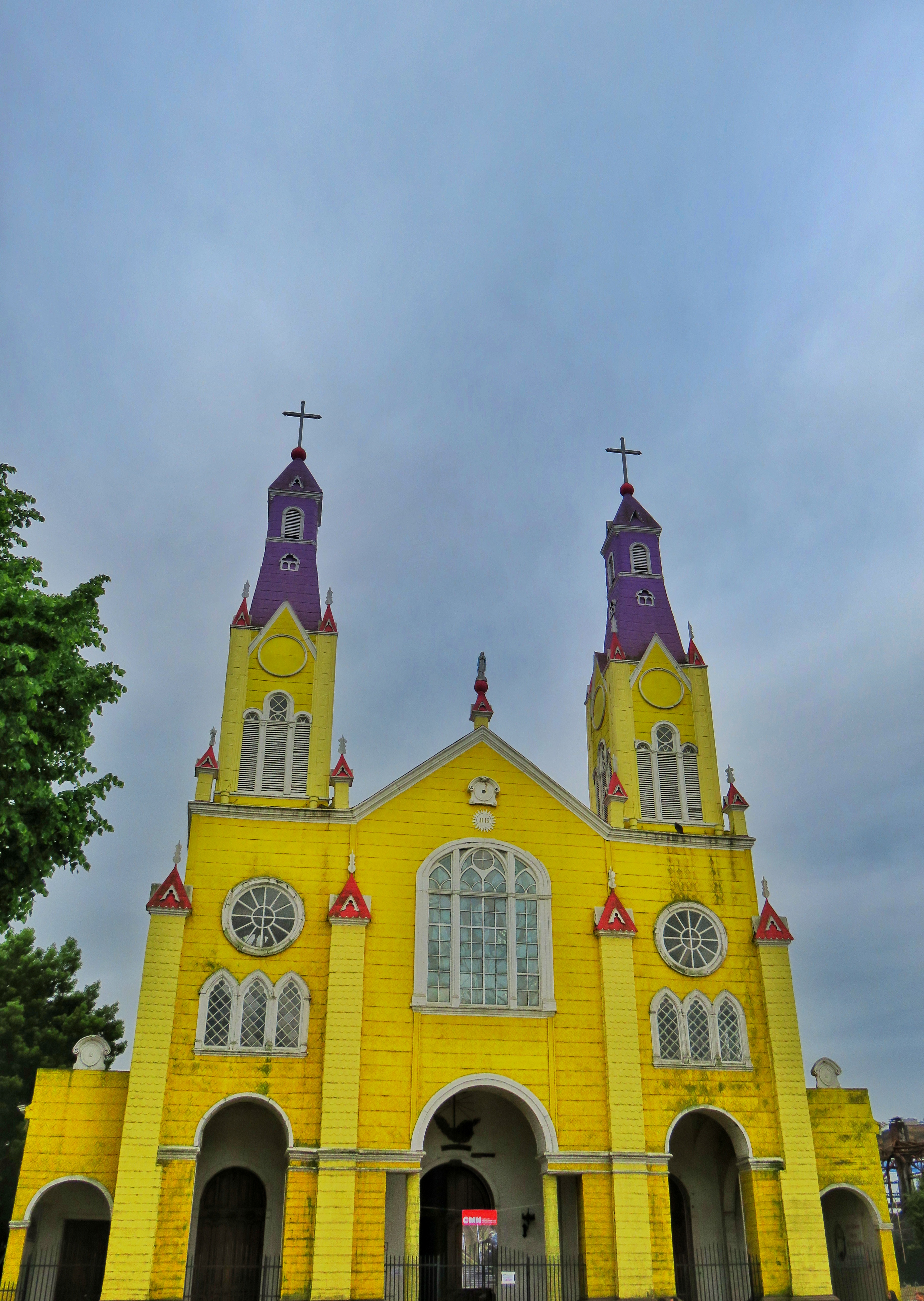
Cathédrale San Francisco, à Castro, l'une des 16 églises classées par l'UNESCO.
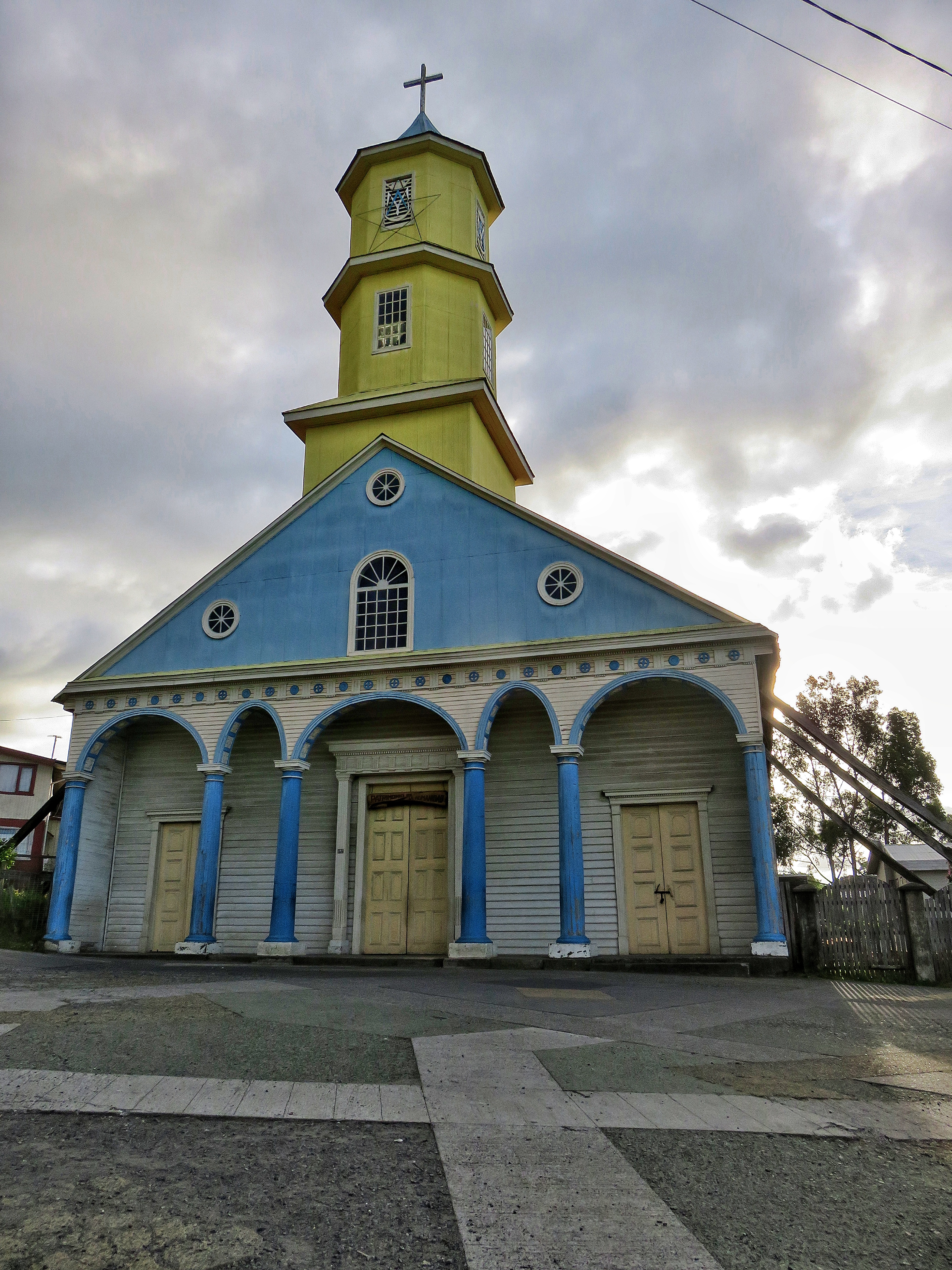
Église San Carlos, à Chonchi, l'une des 16 églises classées par l'UNESCO.